# Assemblea dell'Estremadura
L'Assemblea dell'Estremadura (in spagnolo e ufficialmente: Asamblea de Extremadura) è l'organo legislativo della Comunità autonoma dell'Estremadura. I suoi membri hanno il compito di rappresentare i cittadini dell'Estremadura. Sono scelti a suffragio universale, libero, diretto e segreto, secondo il sistema proporzionale.

## Storia
Nel 1983, con l'approvazione dello Statuto di autonomia dell'Estremadura fu costituita come organo legislativo, essendo eletta democraticamente.

## Composizione
Il numero di Deputati eletti per l’XI Legislatura è 65. La distribuzione è la seguente:
- Per province:
  - Badajoz: 36
  - Cáceres: 29

## Competenze
L'Assemblea dell'Estremadura è responsabile della scelta del Presidente della Comunità autonoma tra i suoi membri. Il Presidente esercita il potere esecutivo e nomina il Governo della Giunta. Le attribuzioni dell'Assemblea secondo lo Statuto di autonomia sono, tra le altre:
- Esercizio del potere legislativo della Comunità.
- Il controllo del Governo della Giunta e del suo Presidente.
- L'approvazione dei Bilanci.
- L'elezione del Presidente della Giunta.
- Nominare i Senatori eletti indirettamente corrispondenti alla Comunità.
- Imporre e riscuotere le tasse.

## Presidenti
| Nome                           | Periodo                                                                           | Partito | Partito    |
| ------------------------------ | --------------------------------------------------------------------------------- | ------- | ---------- |
| Pablo Castellano Cardalliaguet | marzo 1983-maggio 1983                                                            |         | PSOE       |
| Antonio Vázquez López          | 1983-1987 (Primo Mandato); 1987-1991 (Secondo Mandato); 1991-1995 (Terzo Mandato) |         | PSOE       |
| María Teresa Rejas Rodríguez   | 1995-1997                                                                         |         | IU-E / PCE |
| Manuel Veiga López             | 1997-1999 (Primo Mandato); 1999-2003 (Secondo Mandato)                            |         | PSOE       |
| Federico Suárez Hurtado        | 2003-2007                                                                         |         | PSOE       |
| Juan Ramón Ferreira Díaz       | 2007-2011                                                                         |         | PSOE       |
| Fernando Jesús Manzano Pedrera | 2011-2015                                                                         |         | PP-E       |
| Blanca Martín Delgado          | 2015-2019 (Primo Mandato); 2019-2023 (Secondo Mandato); 2023- (Terzo Mandato)     |         | PSOE       |